# Christian Menzel
Christian Menzel (ur. 22 czerwca 1971 roku w Langenfeld) – niemiecki kierowca wyścigowy.

## Kariera
Menzel rozpoczął karierę w międzynarodowych wyścigach samochodowych w 1991 roku od startów w Formule BMW Junior. Z dorobkiem 26 punktów został sklasyfikowany na czternastej pozycji w klasyfikacji generalnej. W późniejszych latach Niemiec pojawiał się także w stawce Niemieckiej Formuły Renault, Europejskiego Pucharu Formuły Renault, Grand Prix Monako Formuły 3, Niemieckiej Formuły 3, German Supertouring Championship, Masters of Formula 3, 24 Hours of Spa-Francorchamps, American Le Mans Series, Niemieckiego Pucharu Porsche Carrera, Deutsche Tourenwagen Masters, Porsche Supercup, 24h Nürburgring, 24H Series Toyo Tires, Azjatyckiego Pucharu Porsche Carrera, VLN Endurance oraz Blancpain Endurance Series.